# Alessandro Giallatini
Alessandro Giallatini (* 4. Juli 1975 in Rom) ist ein ehemaliger italienischer Fußballschiedsrichterassistent. Er stand von 2013 bis 2024 auf der Liste der FIFA-Schiedsrichter.

## Karriere
Als Assistent begleitete er neben vielen Partien auf nationaler Ebene internationale Spiele auf Klub-Ebene sowie Begegnungen von Nationalmannschaften. 
Am 23. August 2020 war er Teil des Schiedsrichtergespanns um Daniele Orsato, welches das Champions-League-Finale in Lissabon zwischen Paris Saint-Germain und dem FC Bayern München leitete.
Giallatini war regelmäßig Schiedsrichterassistent von Orsato. So kam er bei der Europameisterschaft 2020, bei der Weltmeisterschaft 2022 und bei der Europameisterschaft 2024 zu insgesamt 10 Einsätzen.
Am 10. Dezember 2024 (am 6. Spieltag der Ligaphase der UEFA Champions League 2024/25) hatte er bei der Begegnung RB Leipzig gegen Aston Villa seinen mit 49 Jahren altersbedingt letzten Internationalen Einsatz. Giallatini kam somit in seiner Karriere in 48 Länderspielen und 79 Europapokalbegegnungen als Schiedsrichterassistent zum Einsatz.